# Foligno Calcio
El Foligno Calcio es un club de fútbol de Italia, con sede en Foligno, en la región de Umbría. Fue fundado en 1928 y refundado en varias ocasiones. Compite en la Promozione Umbria, sexta categoría del fútbol italiano.
Este club nació en 1928 y fue refundado primero en 2015 y luego en el año 2017, cuenta con veinticinco participaciones en los campeonatos de fútbol profesional, incluyendo un título de la Serie C2. Por su parte, Foligno presume de su mejor pasado en el periodo de entreguerras tras la Segunda Guerra Mundial y a finales de los años 2000, cuando estuvo cerca de ascender a la Serie B.
Los colores sociales tradicionales del equipo son el azul y el blanco, mientras que los jugadores son apodados "Falchetti" por la figura heráldica que simboliza al equipo de Foligno, un halcón. Juega los partidos de casa en el estadio Enzo Blasone.

## Historia
La Asociación Deportiva de Foligno, de donde es originario el actual club, fue fundada en 1928, sin embargo la ciudad de Foligno contó con equipos de fútbol amateur desde principios del siglo XX. Luego hubo encuentros con los soldados checoslovacos estacionados en Foligno durante la Primera Guerra Mundial, mientras que los equipos reales solo tuvieron lugar a partir de 1916 con competiciones contra la entonces formación Terni.

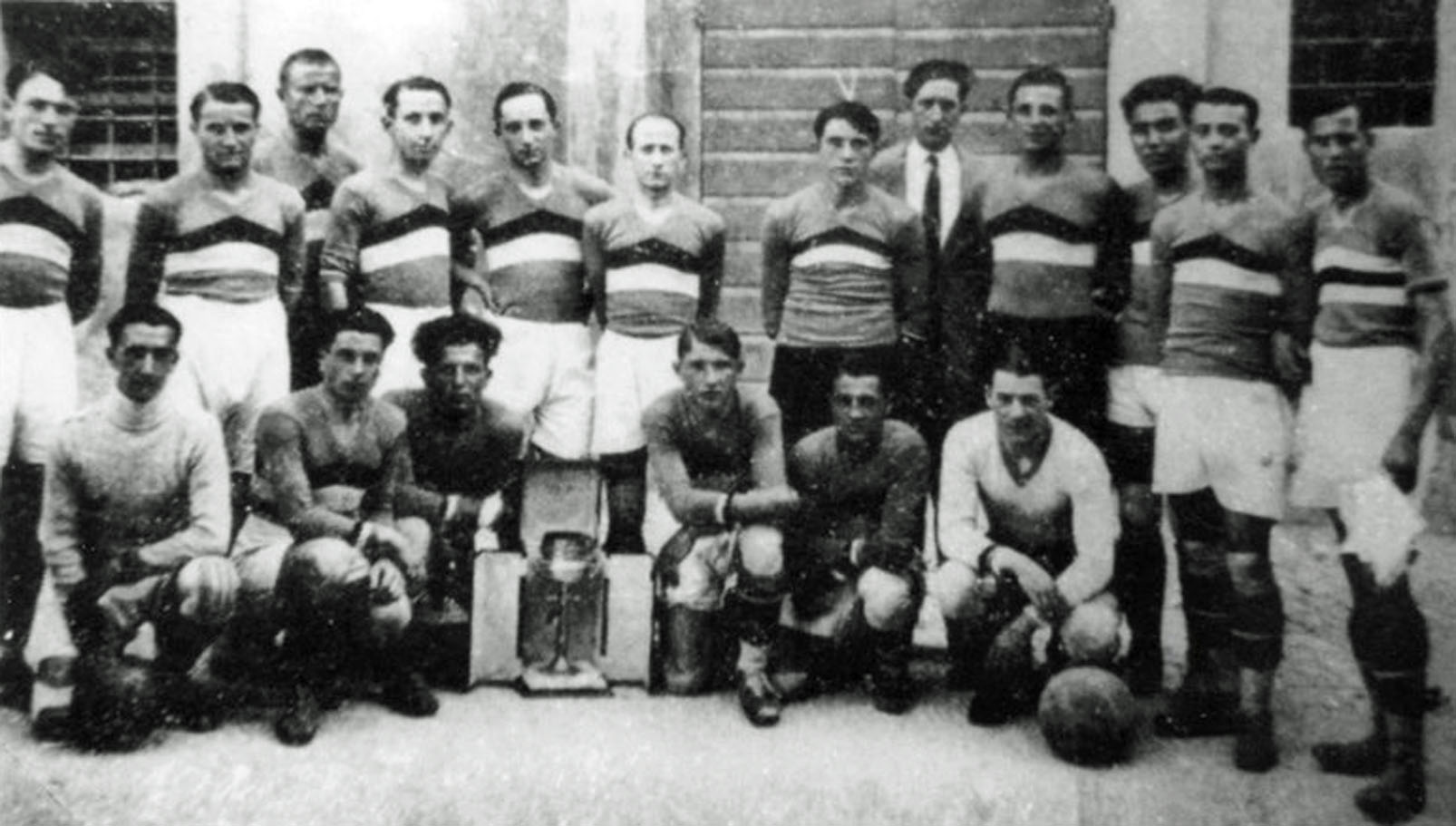
El Foligno de la temporada 1928–29.

El debut oficial de los Falchetti se produjo el 24 de febrero de 1929 cuando se enfrentaron a Tiferno Calcio en la primera jornada del conjunto umbrío de Tercera División; campeonato que luego ganó Foligno al adelantar a Perugia Calcio en el play-off por el primer puesto disputado en la sede neutral de Arezzo, lo que en la ocasión le valió un ascenso oficial directo a Primera División .
El primer resultado importante de su historia lo obtuvo en la misma categoría en la temporada 1933-1934 en la que finalizó en la segunda posición de la clasificación, obteniendo así el acceso a la final por el ascenso a la Serie B; sin embargo la Federación, por una infracción cometida por elementos ajenos a la sociedad de Foligno pero que en todo caso se inclinaron a favor de la misma, la excluyeron de las finales; en las próximas semanas el equipo no podrá regularizar la inscripción al próximo campeonato de Primera División, siendo expulsado.

### De la Segunda Guerra Mundial a la década de 1960
Inmediatamente después de la guerra, en una Italia que todavía estaba lidiando con la devastación que dejó la Segunda Guerra Mundial, el equipo de Foligno, ahora conocido con el nombre de Foligno Calcio, después de asumir brevemente el nombre comercial de Aeronáutica Umbria Foligno durante los años de la guerra, Umbra Foligno estuvo cerca de ascender de categoría, cerrando en segundo lugar su grupo en el campeonato de la Serie C organizado por la Liga de transición Centro-Sur; una reforma posterior de los campeonatos que al final de la temporada había abierto de todos modos las puertas de la Serie B a los biancazzurri a través de la repesca, a la que sin embargo el club renunció por motivos económicos. 
La temporada 1945-1946 resultó ser mala, ya que poco después los Falchetti se deslizaron gradualmente hacia las ligas inferiores, donde se estancaron durante las siguientes tres décadas. Los años de la bonanza económica transcurrieron para los biancazzurri en los niveles autonómicos, entre Primera División, Ascenso y IV Serie, categoría esta última donde, entre 1956 y 1957, casi regresan a la Serie C, consiguiendo un segundo y un tercer puesto.
Con la temporada 1962-1963 tras la victoria del campeonato de Primera Categoría de Umbría frente al AC Bastia 1924, se produce un primer desembarco en la Serie D, donde el equipo paró casi definitivamente hasta la primera mitad de la década de 1970, liderando varios campeonatos de un nivel razonable; los mejores resultados logrados por Foligno en este período fueron los cuartos lugares fechados en 1968 y 1970, aún sin poder comprometerse nunca con el ascenso.

### De la década de 1970 a la de 1990
En 1976 un descenso abrupto y en cierto modo inesperado parecía temer el comienzo de una era oscura en cuanto a resultados. Por el contrario, el final de la década dio un nuevo impulso a la historia del club que en un principio, bajo la dirección de Mario Massini, se destacó en 1979-1980 en el torneo de Promoción de Umbría, regresando así a la máxima categoría amateur nacional, y apenas dos años después ganó su propio grupo en la Interregional, alcanzando la meta de la Serie C2. El ascenso llegó recién el 16 de mayo de 1982, en el play-off de Siena, superando a aquella Cynthia 1920, con la que Falchetti de Vincenzo Castignani, con Borangaen de defensa y la pareja Donati-Mariotti en ataque, lucharon por todo el campeonato, finalizando la temporada regular empatados a puntos.
Los biancazzurri del mismísimo presidente Angelo Giacinti se quedaron en la cuarta división apenas doce meses ya que en la temporada 1982-1983, el segundo puesto de su grupo les valió la histórica llegada a la Serie C1. Este fue el segundo período de gloria en la historia de Foligno que, sin embargo, pudo jugar en los campos de la tercera división por espacio de una temporada, y luego estuvo también al C2 en 1986 a pesar de la presencia, entre sus filas, de un bombardero provincial como Palanca. A partir de aquí, igual de rápido fue el descenso a las categorías inferiores hasta el descenso de 1994 en el Torneo de Excelencia de Umbría., yendo y viniendo así entre este último y el Campeonato Nacional Amateur hasta principios del tercer milenio.

### Desde la década de 2000 hasta el presente
Después de casi veinte años en las ligas amateur, la década de 2000 representó para Foligno, que mientras tanto había pasado bajo la presidencia de Maurizio Zampetti, el comienzo de un rápido ascenso en la pirámide del fútbol nacional. La temporada 2002-2003 fue la del doblete regional , con la victoria del campeonato de la Eccellenza frente al Fortis de Terni, junto a una copa de Umbría. De vuelta en la Serie D, doce meses después los biancazzurri estaban cerca de un nuevo ascenso al cerrar su grupo en la segunda posición, a tres puntos de AD Morro d'Oro; el equipo lo compensó en la temporada 2004-2005 cuando brilló con una clara desvinculación de AC Cattolica Calcio (aunque luego falló el gol decampeonato de la categoría).

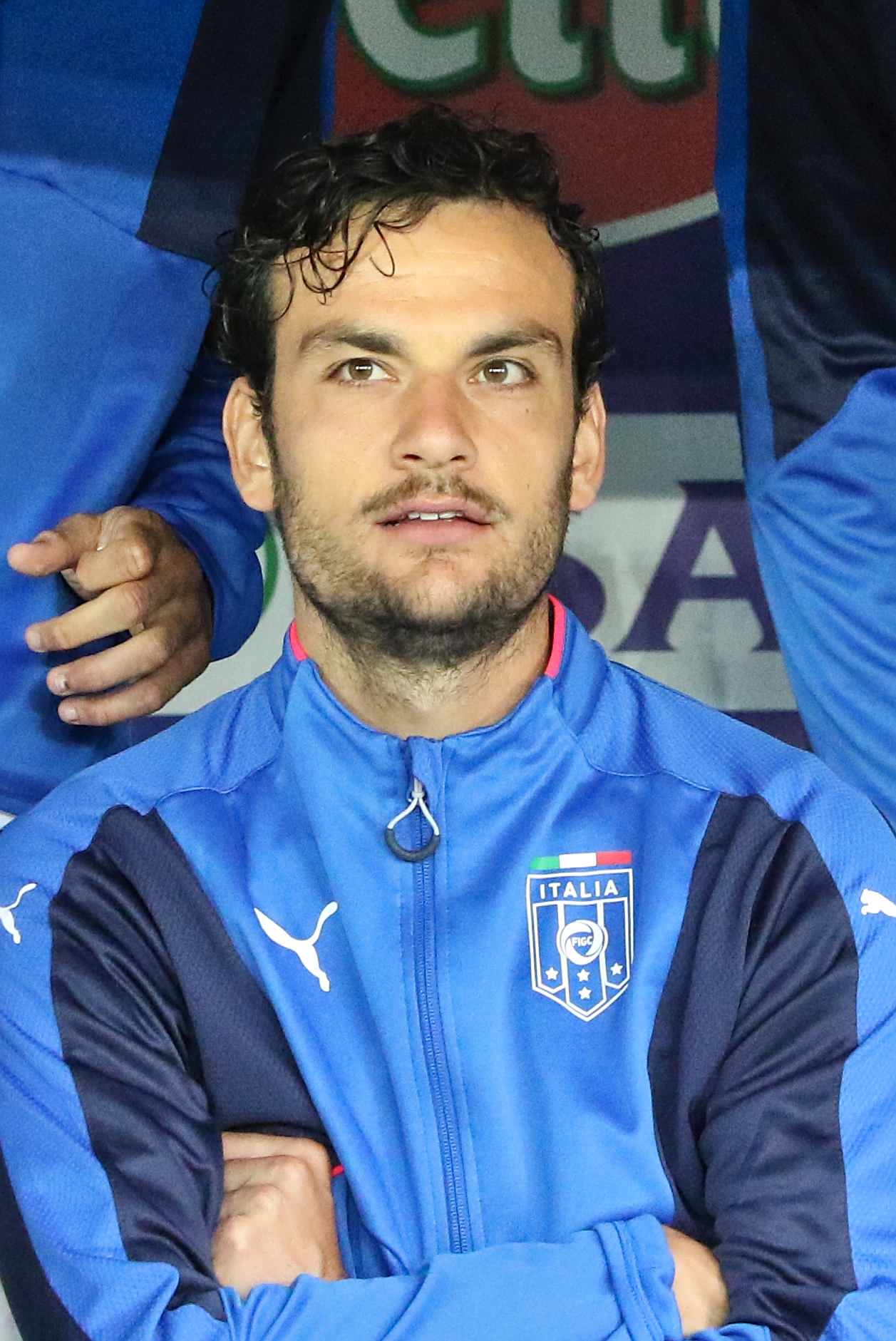
Marco Parolo jugó con el Foligno cuenado estuvo cerca del ascenso a la Serie B en la temporada 2007-2008.

Después de otros dos años, el 6 de mayo de 2007 los Falchetti entrenados por Giovanni Pagliari ganaron su grupo de Serie C2 un día antes, volviendo después de veintitrés años en C1 (pero fallando una vez más el objetivo de final de temporada, en este caso la supercopa de la categoría). Incluso como novato del campeonato, la cosecha 2007-2008 vio la continuación del momento positivo de Foligno que, confiado a Pierpaolo Bisoli y lleno de jóvenes promesas como Cacciatore, Parolo, Pascali y Volta, cerró el ranking en el cuarto puesto, rozando por tercera vez en su historia la Serie B, cediendo sólo los play-offs tras la derrota en semifinales a manos del AS Cittadella.
La falta de promoción sancionó efectivamente el final de un ciclo. En los tres años siguientes, los biancazzurri lucharon en la nueva Lega Pro Prima Divisione únicamente por la salvación, que consiguieron en 2009 y 2011 al pasar de los play-outs ganados, respectivamente, al US Pistoiese 1921 y Ternana Calcio. La salvación fracasó en cambio en la temporada 2011-2013 cuando un doble descenso provocó que los Folignati cayeran primeros en la Segunda División de la Lega Pro Seconda Divisione y finalmente, tras diez años consecutivos en el fútbol profesional, en la Serie D.

### Años difíciles
De nuevo en la categoría amateur en el campeonato 2013-2014 los umbros estuvieron cerca de un regreso inmediato a la Lega Pro, cerrando su grupo en el segundo lugar, solo para ser eliminados en la tercera fase de los play-offs por Borgosesia Calcio. En cambio, la temporada 2014-2015 estuvo marcada a nivel corporativo por un fracaso financiero que llevó en marzo de 2015 a la quiebra del club biancazzurro, que aun así logró terminar el campeonato en la mitad de la tabla gracias a la directiva provisional; en las semanas siguientes se formó una nueva sociedad, el Città di Foligno 1928, que se hizo cargo de un título deportivo y aparcar con integrantes del anterior Foligno Calcio colocándose así en continuidad con el mismo y manteniendo la categoría.
Sin embargo, este aparente renacimiento fue solo el comienzo de dos horribles años que llevaron al club al punto más bajo de su historia. Después de otro campeonato anónimo, el 2017 resultó ser una especie de año "cero" para el fútbol de Foligno: los biancazzurri, además de volver a caer en problemas económicos, también acabaron envueltos en los problemas judiciales de su patrón Gianluca Ius, con el equipo golpeado por un interdicto antimafia de la prefectura de Perugia que, poco tiempo después, impidió la continuación de la actividad que condujo a la exclusión de los campeonatos durante la presente temporada, y la consiguiente desaparición. En los meses siguientes luego de una consulta entre la administración municipal y varios clubes de fútbol menores de la ciudad resultó en el renacimiento de Foligno Calcio en el verano de 2017, principalmente gracias al Nuova Fulginium que, a través de un cambio de nombre, se hizo de los títulos deportivos, jugadores e instalaciones disponibles. El Foligno, con su marca histórica, retomaba entonces el campeonato autonómico de ascenso.

## Palmarés

### Torneos interregionales
- Serie C2 (1): 2006-07 (Grupo B)
- Campeonato Interregionale (1): 1981-82 (Grupo G)
- Serie D (1): 2004-05 (Grupo F)

### Torneos regionales
- Terza Divisione Umbria (1): 1928-29
- Prima Divisione Umbria (1): 1950-51
- Promozione Umbria (3): 1952-53, 1979-80, 2017-18 (Grupo D)
- Prima Categoria Umbria (2): 1962-63, 1965-66
- Eccellenza Umbria (1): 2002-03
- Copa Italia de Aficionados Umbria (2): 2002-03, 2018-19